# Colibrí presumit de Verreaux
El colibrí presumit de Verreaux (Lophornis verreauxii) és una espècie d'ocell de la família dels troquílids (Trochilidae) que habita la selva humida i matolls al nord-oest del Brasil i des de Colòmbia oriental fins Bolívia central.
Ha estat considerada una subespècie de Lophornis chalybeus.